# بخش‌های دپارتمان شرانت-مریتیم
بخش‌های دپارتمان شرانت-مریتیم (انگلیسی: Arrondissements of the Charente-Maritime department) شامل ۵ بخش به شرح زیر است:
1. ژونزاک با ۱۲۹ کمون (فرانسه) و جمعیت ۵۶ هزار نفر در سال ۲۰۱۳ می‌باشد.
2. بخش روشفور با ۸۲ کمون (فرانسه) و جمعیت ۱۸۷ هزار نفر در سال ۲۰۱۳ می‌باشد.
3. بخش ل‌روشل با ۵۸ کمون (فرانسه) و جمعیت ۲۰۷ هزار نفر در سال ۲۰۱۳ می‌باشد.
4. بخش سنت با ۸۹ کمون (فرانسه) و جمعیت ۱۲۸ هزار نفر در سال ۲۰۱۳ می‌باشد.
5. بخش سن-ژان-دنگل با ۱۱۱ کمون (فرانسه) و جمعیت ۵۳ هزار نفر در سال ۲۰۱۳ می‌باشد.